# 东贾口民居
东贾口民居位于中华人民共和国天津市静海区梁头镇东贾口永盛大街14号（原东贾口老大队）。据当地村民介绍，此房原是当地一家大地主杜广志家。建于清末民初，坐北朝南，硬山瓦顶，进深3.3米，院内有平房8间，东厢房一间，门楼一个，木门宽约1.5米，门楼两侧刻有砖雕图案，门墩一对。门楼砖雕在文革时期被破坏，图案模糊，屋顶灰筒瓦保存较好，并有荷花砖雕四块，滴水、门楼、东厢房保存较好，暂时空闲。 